# Macrostylis gerdesi
Macrostylis gerdesi là một loài chân đều trong họ Macrostylidae. Loài này được Brandt miêu tả khoa học năm 2002.